# Knut dán királyi herceg
Knut dán királyi herceg (dánul: Knud Christian Frederik Michael; Koppenhága, 1900. július 27. – Koppenhága, 1976. június 14.), X. Keresztély dán király és Alexandrina dán királyné második gyermeke.

## Élete

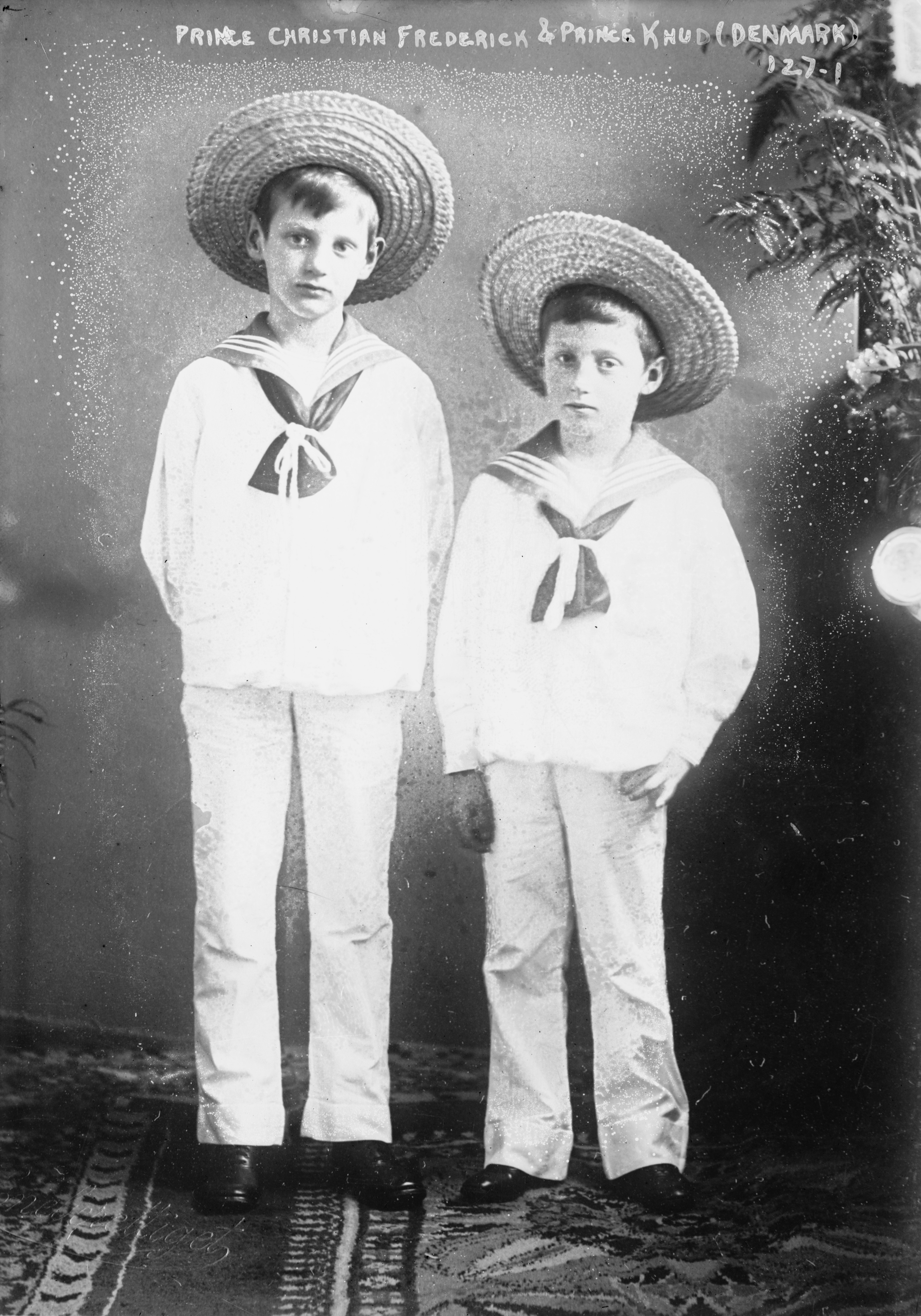
Bátyjával, a későbbi IX. Frigyessel

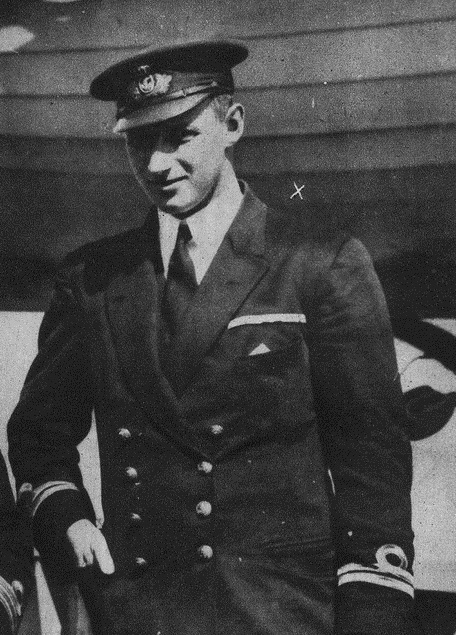
1929-ben, Barcelonában.

1900. július 27-én született a koppenhágai Sorgenfri palotában, dédapja, IX. Keresztély regnálása alatt. Nagyapja, apja és bátyja után a negyedik helyet foglalta el a trónöröklési sorban. Édesapja a későbbi VIII. Frigyes trónörökös fia, Keresztély herceg, édesanyja Alexandrina hercegnő. Egyetlen testvére az egy évvel korábban született Frigyes herceg.
1906. január 29-én, dédapja halála után a harmadik, majd 1912. május 14-én, nagyapja halála után a második helyre került előre a trón várományosai közt.
Ahogy szokás volt a királyi családban; katonai tanulmányokat folytatott és a Haditengerészeti Főiskola diákja lett.
1933. szeptember 8-án feleségül vette első unokatestvérét, Karolina-Matild hercegnőt, VIII. Frigyes fiának, Haraldnak a lányát. Egy lányuk és két fiuk született:
- Erzsébet dán hercegnő (1935. május 8. – 2018. június 19.)
- Ingolf dán herceg (1940. február 17. –)
- Keresztély dán herceg (1942. október 22. - 2013. május 22.)

1947. április 20-án bátyja, Frigyes foglalta el a trónt, ezzel Knut lett a koronaherceg. Mivel a törvények értelmében nő nem ülhetett a trónra, ezért Frigyes lányai ki voltak zárva az örökösödésből.
1953. március 27-én azonban népszavazást követően elfogadták az új örökösödési törvényt, melynek értelmében IX. Frigyes lánya, Margit vált apja utódjává, majd őt követően a saját, vagy pedig a húgainak a leszármazottai. Knutnak így már nem volt reális esélye arra, hogy király legyen belőle.
A férfipárti primogenitúra azt jelentette, hogy az uralkodó gyermekei nemtől függetlenül előrébb állnak a sorban, mint a fiútestvér, azonban egy fiatalabb fiú előbb örököl, mint az idősebb nővér. Az utóbbi kitételt 2009-ben törölték el és vezették be az abszolút primogenitúra intézményét.
1976. június 14-én hunyt el a fővárosban, a roskildei katedrálisban temették el.